# Albert Künzler
Albert Künzler (* 9. Februar 1911 in Davos; † April 1982) war ein Schweizer Eishockeyspieler.

## Karriere
Albert Künzler wurde mit der Schweizer Eishockeynationalmannschaft Europameister 1935 und nahm an den Olympischen Winterspielen 1936 in Garmisch-Partenkirchen teil.